# Thimbleby (Lincolnshire)
Pour les articles homonymes, voir Thimbleby.
Thimbleby est une paroisse civile et un village du Lincolnshire, en Angleterre.